# Boston Marathon 1998
De Boston Marathon 1998 werd gelopen op maandag 20 april 1998. Het was de 102e editie van deze marathon.
Het sterkst bij de mannen was de Keniaan Moses Tanui; hij kwam als eerste over de streep in 2:07.34. De Ethiopische Fatuma Roba won bij de vrouwen in 2:23.21.

## Uitslagen

### Mannen
| rang   | naam                 | land | tijd    |
| ------ | -------------------- | ---- | ------- |
| Goud   | Moses Tanui          | KEN  | 2:07.34 |
| Zilver | Joseph Chebet        | KEN  | 2:07.37 |
| Brons  | Gert Thys            | RSA  | 2:07.52 |
| 4      | Andre Luis Ramos     | BRA  | 2:08.26 |
| 5      | John Kagwe           | KEN  | 2:08.51 |
| 6      | Germán Silva         | MEX  | 2:08.56 |
| 7      | Alejandro Gomez      | ESP  | 2:12.34 |
| 8      | Tumo Turbo           | ETH  | 2:13.06 |
| 9      | Jose Ramon Rodriguez | ESP  | 2:13.12 |
| 10     | Takayuki Inubushi    | JPN  | 2:13.15 |
| 11     | Akinori Kuramata     | JPN  | 2:13.53 |
| 12     | Margarito Zamora     | MEX  | 2:14.05 |
| 13     | Peter Ndirangu       | KEN  | 2:14.20 |
| 14     | David Buzza          | ENG  | 2:14.59 |
| 15     | Andrey Kuznetzov     | RUS  | 2:15.27 |

### Vrouwen
| rang   | naam              | land | tijd    |
| ------ | ----------------- | ---- | ------- |
| Goud   | Fatuma Roba       | ETH  | 2:23.21 |
| Zilver | Renata Paradowska | POL  | 2:27.17 |
| Brons  | Anuța Cătună      | ROU  | 2:27.34 |
| 4      | Manuela Machado   | POR  | 2:29.13 |
| 5      | Colleen De Reuck  | RSA  | 2:29.43 |
| 6      | Irina Kazakova    | FRA  | 2:30.44 |
| 7      | Jane Salumae      | EST  | 2:31.20 |
| 8      | Hiroko Nomura     | JPN  | 2:31.58 |
| 9      | Irina Timofejeva  | RUS  | 2:32.32 |
| 10     | Aurica Buia       | ROU  | 2:34.17 |
| 11     | Mary-Lynn Currier | USA  | 2:35.18 |
| 12     | Libbie Hickman    | USA  | 2:35.37 |
| 13     | Fusai Okamoto     | JPN  | 2:37.06 |
| 14     | Cindy Keeler      | USA  | 2:39.49 |
| 15     | Yumiko Furuya     | JPN  | 2:40.40 |

1897 ·
1898 ·
1899 ·
1900 ·
1901 ·
1902 ·
1903 ·
1904 ·
1905 ·
1906 ·
1907 ·
1908 ·
1909 ·
1910 ·
1911 ·
1912 ·
1913 ·
1914 ·
1915 ·
1916 ·
1917 ·
1918 ·
1919 ·
1920 ·
1921 ·
1922 ·
1923 ·
1924 ·
1925 ·
1926 ·
1927 ·
1928 ·
1929 ·
1930 ·
1931 ·
1932 ·
1933 ·
1934 ·
1935 ·
1936 ·
1937 ·
1938 ·
1939 ·
1940 ·
1941 ·
1942 ·
1943 ·
1944 ·
1945 ·
1946 ·
1947 ·
1948 ·
1949 ·
1950 ·
1951 ·
1952 ·
1953 ·
1954 ·
1955 ·
1956 ·
1957 ·
1958 ·
1959 ·
1960 ·
1961 ·
1962 ·
1963 ·
1964 ·
1965 ·
1966 ·
1967 ·
1968 ·
1969 ·
1970 ·
1971 ·
1972 ·
1973 ·
1974 ·
1975 ·
1976 ·
1977 ·
1978 ·
1979 ·
1980 ·
1981 ·
1982 ·
1983 ·
1984 ·
1985 ·
1986 ·
1987 ·
1988 ·
1989 ·
1990 ·
1991 ·
1992 ·
1993 ·
1994 ·
1995 ·
1996 ·
1997 ·
1998 ·
1999 ·
2000 ·
2001 ·
2002 ·
2003 ·
2004 ·
2005 ·
2006 ·
2007 ·
2008 ·
2009 ·
2010 ·
2011 ·
2012 ·
2013 ·
2014 ·
2015 ·
2016 ·
2017 ·
2018 ·
2019 ·
2020 ·
2021 ·
2022